# Kennedy McKinney
Kennedy McKinney est un boxeur américain né le 10 janvier 1966 à Hernando, Mississippi.

## Carrière
Champion olympique des poids coqs aux Jeux de Séoul en 1988, il devient champion du monde des super-coqs IBF le 2 décembre 1992 en battant Welcome Ncita au 11e round. Il conserve cette ceinture à 6 reprises avant d'être battu aux points le 20 août 1994 par Vuyani Bungu.
McKinney remporte 3 ans plus tard le titre WBO aux dépens de Junior Jones, titre qu'il laisse vacant pour affronter le champion WBC ces poids plumes, Luisito Espinosa. Organisé le 28 novembre 1998, l'américain est stoppé au 2e round après être allé une première fois à terre au 1er round.

## Distinction
- Sa victoire au 11e round contre Welcome Ncita est élue KO de l'année en 1992 par Ring Magazine.